# ویسته
ویسته (به ایتالیایی: Vieste) یک کومونه در ایتالیا است که در استان فوجا واقع شده‌است. ویسته ۱۶۷٫۵۲ کیلومتر مربع مساحت و ۱۳٬۸۲۷ نفر جمعیت دارد و ۴۳ متر بالاتر از سطح دریا واقع شده‌است.